# 瓣睾锥棘吸虫
瓣睾锥棘吸虫（学名：Petasiger lobatus）为棘口科锥棘属的动物。分布于日本、西伯利亚以及中国大陆的河北白洋淀等地，营寄生生活，宿主红骨顶，寄生于小肠和盲肠。